# Howard (Kolorado)
Howard – jednostka osadnicza w Stanach Zjednoczonych, w stanie Kolorado, w hrabstwie Fremont.